# János Pilinszky
János Pilinszky (Budapest, 25 novembre 1921 – Budapest, 27 maggio 1981) è stato un poeta ungherese.
Molto conosciuto per la sua influenza sulla poesia ungherese del dopoguerra, lo stile di Pilinszky include una giustapposizione della fede cattolica e un disincanto intellettuale. La sua poesia si concentra sulle sottostanti sensazioni di vita e morte; il periodo in cui visse come prigioniero di guerra durante la seconda guerra mondiale e successivamente la sua vita sotto la dittatura comunista favorirono il suo isolamento e alienazione.

## Biografia

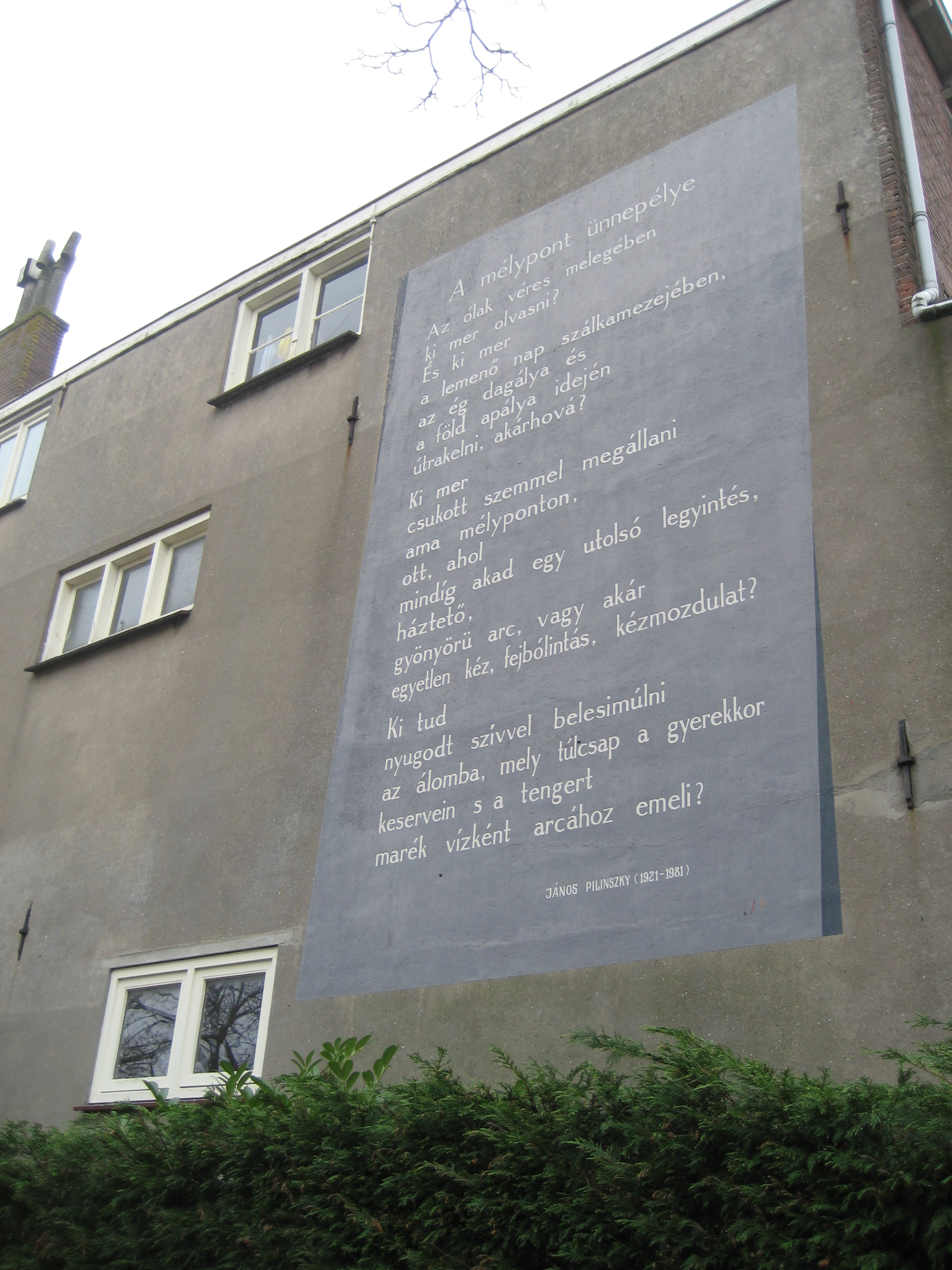
Poesia di Pilinszky su un muro a Leida

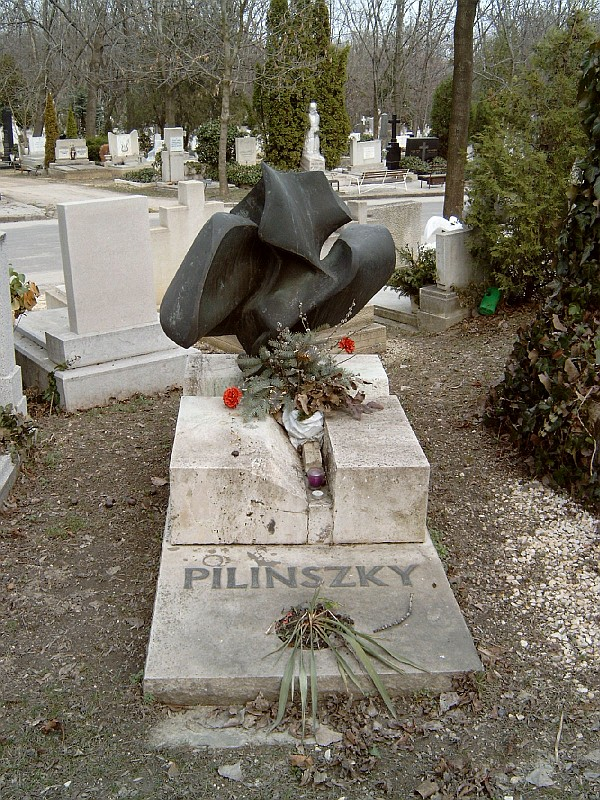
Tomba di János Pilinszky a Budapest

Nato in una famiglia di intellettuali, nel 1938 andò a studiare letteratura ungherese, legge e storia dell'arte all'Università Loránd Eötvös di Budapest. Pur non completando gli studi, fu in quel periodo che pubblicò le sue prime poesie in alcune riviste letterarie. Nel 1944 entrò nell'esercito; alla sua unità venne ordinato di seguire la ritirata dei tedeschi e arrivarono a Harbach, un piccolo villaggio della Germania, dopo molte settimane di cammino. In Germania passò diversi campi di concentramento, in particolare nel campo di concentramento di Ravensbrück, prima di poter tornare in Ungheria alla fine della guerra. Ciò che vide nei campi fu un'esperienza che non avrebbe mai dimenticato, che in seguito commemorò in un gran numero di poesie, tra cui KZ-oratórium, Ravensbrücki passió e Harbach 1944.
Dopo la pubblicazione della sua prima raccolta di poesie nel 1946, Trapéz és korlát, vinse il Premio Baumgarten nel 1947. Nonostante Trapéz és korlát sia composto da solo 18 poesie, contribuì ad affermare Pilinszky tra i maggiori poeti ungheresi.
La sua opera seguente, Harmadnapon, venne etichettata come "pessimista" dal Partito Comunista Ungherese e pubblicata solo dieci anni dopo la stesura, nel 1959. Harmadnapon contiene la sua poesia Apokrif, considerata il capolavoro di Pilinszky, che riassume in modo poetico le sue esperienze nei lager e la dolorosa assenza di Dio dal mondo.
Tra il 1960 e il 1970 viaggiò negli Stati Uniti d'America e in Europa, partecipando a numerosi eventi di poesia. Nel 1971 vinse il premio Premio Attila József per la raccolta Nagyvárosi ikonok. Col tempo, le sue poesie monumentali e visionarie lasciarono il passo a versi brevi ed epigrammi. Nel 1972 pubblicò Szálkák, e nel 1974 Végkifejlet. La sua ultima raccolta, Kráter pubblicata nel 1975, conteneva sia nuove poesie sia la maggior parte delle sue opere, raggruppate in cicli. Nel 1980 vinse il premio Kossuth. Tornato a Budapest, morì di infarto nel 1981.

### Vita privata
Pilinszky condusse una vita molto riservata. Sposò una donna francese, Ingrid Ficheux, 11 mesi prima di morire.

## Opere
- Halak a hálóban (1942)
- Trapéz és korlát (1946)
- Aranymadár (1957)
- Harmadnapon (1959)
- Rekviem (1964)
- Nagyvárosi ikonok (1970)
- Szálkák (1972)
- Végkifejlet (1974)
- A nap születése (1974)
- Tér és kapcsolat (1975)
- Kráter (1976)
- Beszélgetések Sheryl Suttonnal (1977)
- Válogatott művei (1978)